# Halina Regulska
Halina Regulska, z domu Maciejowska (ur. 14 grudnia 1899 w Zawierciu, zm. w grudniu 1994) – polska automobilistka, działaczka społeczna i konspiracyjna, uczestniczka powstania warszawskiego, literatka.

## Życiorys
Urodziła się 14 grudnia 1899 w Zawierciu. Była córką Ignacego oraz Klementyny z domu Czerwińskiej.

### Okres międzywojenny
Po odzyskaniu niepodległości przez Polskę w 1918 Halina Regulska współorganizowała Komitet Opieki nad Żołnierzem Polskim, który zajmował się szyciem ubrań, organizowaniem żywności i lekarstw dla żołnierzy walczących w obronie granic nowo powstałej Rzeczypospolitej. Przygotowywała się do udziału w powstaniu na Śląsku, kończąc kurs Czerwonego Krzyża. Była matką chrzestną sztandaru przygotowanego dla obrońców Lwowa pochodzących z Zagłębia Dąbrowskiego, gdzie wówczas mieszkała.
W listopadzie roku 1919 wyszła za mąż za starszego o czternaście lat przemysłowca Janusza Regulskiego. Gdy w roku 1923 marka polska z dnia na dzień traciła na wartości, Regulski postanowił zainwestować oszczędności w nieruchomość zwaną „Zarybie” na skraju miejscowości Żółwin, niedaleko późniejszej Podkowy Leśnej. Były to początkowo dwie morgi z niewielkimi zabudowaniami. Halina wspominała po latach: 

Położenie Zarybia było wyjątkowo piękne. Od północy i zachodu otaczał je stary, wysoki las sosnowy, a od południa i wschodu przestrzeń była otwarta i wolna i tonęła w słońcu i świetle". Z czasem działka rozrosła się do czterdziestu hektarów. Stanęła na niej okazała willa. A tuż obok zaczęło powstawać modne osiedle Podkowa Leśna.

Dom przebudowano, a niewielka działka wkrótce zmieniła się w 40-hektarowy ogród w stylu francuskim, z boiskami do siatkówki i krykieta oraz kortem tenisowym. Z czasem Regulskim udało się stworzyć dobrze prosperujące samowystarczalne gospodarstwo z własną mleczarnią, szklarniami, sadem oraz polami uprawnymi. 

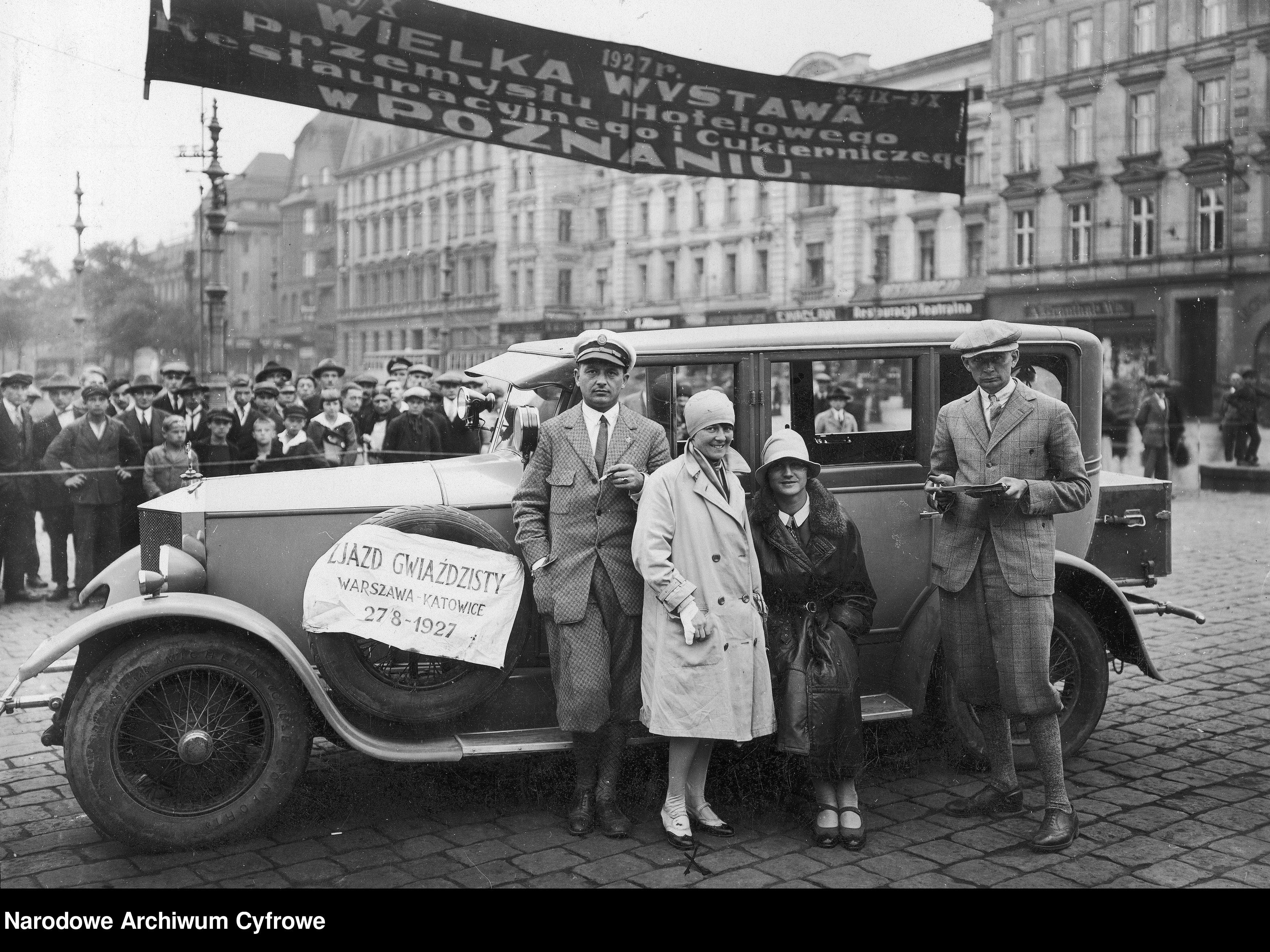
Halina i Janusz Regulscy podczas zjazdu gwiaździstego automobilistów w Katowicach (1927)

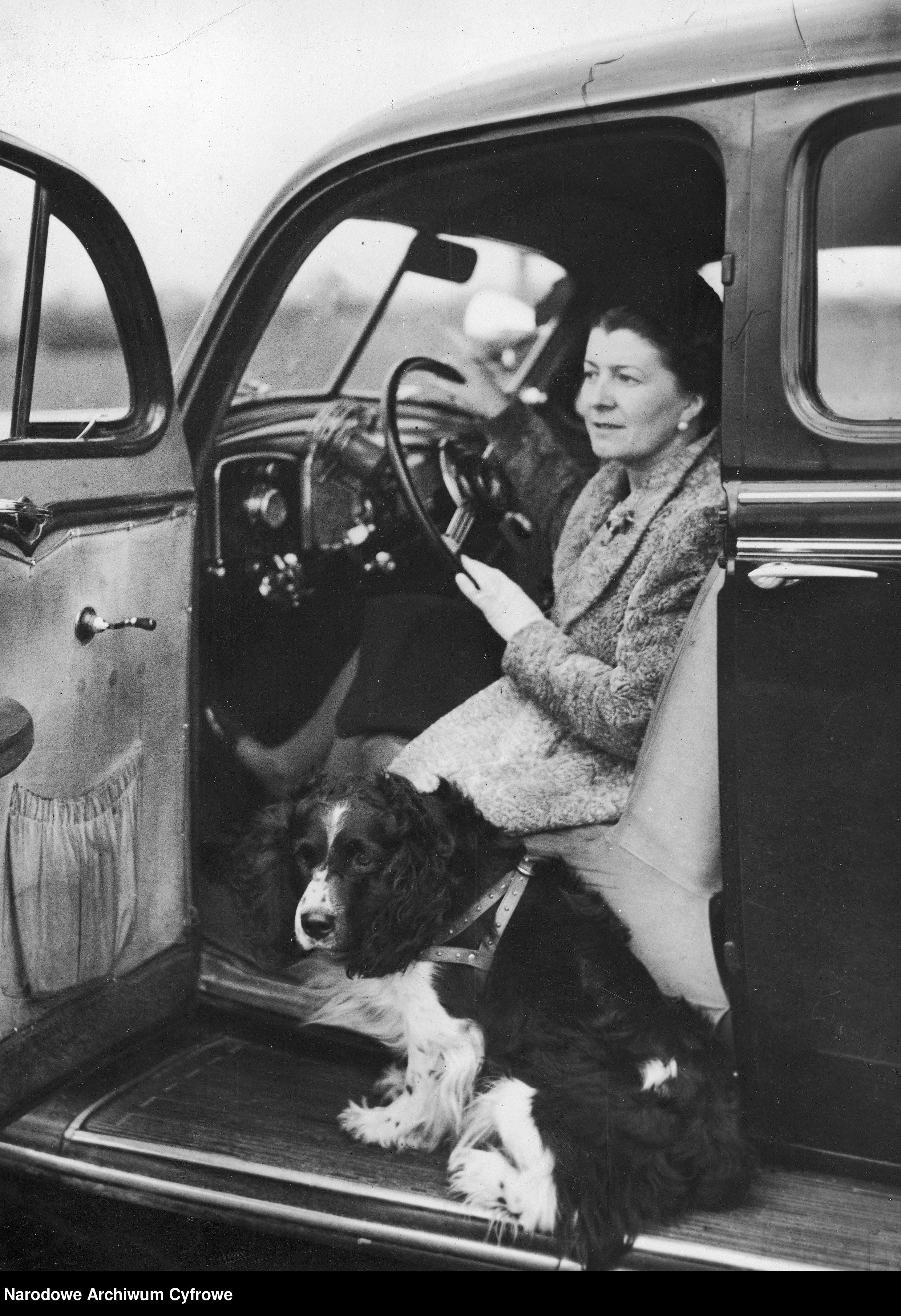
Halina Regulska za kierownicą (1938)

Wspólną pasją Regulskich była motoryzacja. Pierwszym samochodem, który zakupili, była Tatra T 30 z czterocylindrowym silnikiem chłodzonym powietrzem. Jako pierwszy w rajdzie samochodowym wystartował Regulski w 1925. Zaangażował się także w sprawy organizacji sportu automobilowego i od 1926 pełnił funkcję przewodniczącego komisji sportowej Automobilklubu Polski i wiceprezesa tej organizacji. Wkrótce w roku 1926 w pierwszym rajdzie wystartowała Halina. Dała się poznać jako bardzo utalentowana zawodniczka. W tymże roku państwo Regulscy zamienili Tatrę na okazałą limuzynę marki Métallurgique, a wkrótce kupili również sportowe Bugatti T37. 
W 1931 Regulscy zamieszkali w „Zarybiu”. Halina włączyła się w akcję budowy kościoła na terenie osiedla, uczestnicząc w działaniach Komitetu Budowy Kościoła; kierowała jego komisją finansową. Zbierając fundusze, wykorzystywała liczne stosunki towarzyskie. Dzięki jej działalności do akcji włączyły się Automobilklub w Warszawie i Aeroklub Rzeczypospolitej. Sponsorami powstania świątyni były m.in.: Bank Spółek Zarobkowych, Zjednoczenie Cementowni, Zjednoczenie Kopalni Węgla i liczne banki. Za zasługi przy budowie świątyni została odznaczona orderem papieskim „Pro Ecclesia et Pontifice”.
Jako żona prezesa Automobilklubu Polski udzielała się towarzysko. Organizowała wieczorki taneczne i brydżowe. Nazywano ją „chłopczycą, ale kobiecą”. Za kierownicą bywała elegancka, potrafiła przemierzać Warszawę z lisem na szyi. Nie znosiła jednak paradności i przesady podczas wyścigów. Na takie okazje przeważnie ubierała luźny kombinezon, na głowie nosiła chustkę.
Pasją Regulskich była też turystyka samochodowa. Małżeństwo zwiedziło wraz z dziećmi zachodnią Europę oraz północną Afrykę. Podróżowali Austro-Daimlerem, który zastąpił Métallurgique. Opowieści z tych podróży publikowali na łamach miesięcznika „Auto”. Trasa ich podróży po Europie i Afryce w 1930 roku wyniosła 17 000 km. Z Afryki Regulscy przywieźli mnóstwo egzotycznych pamiątek, które zostały zebrane później w tzw. pokoju marokańskim. Pamiątki te prawie w całości zaginęły, zrabowane przez stacjonujących tu w 1939 Niemców.

### II wojna światowa
Podczas obrony Warszawy w 1939 Halina Regulska należała do Straży Obywatelskiej, której komendantem był jej mąż. Pracowała w szpitalu jako sanitariuszka. Lancia Aprilia, którą kupił jej mąż w roku 1938, a którą poruszał się po Warszawie w czasie pełnienia obowiązków w Straży Obywatelskiej, uległa całkowitemu zniszczeniu w wyniku wybuchu pocisku artyleryjskiego.
W późniejszym okresie organizowała opiekę nad wysiedlonymi profesorami Uniwersytetu Poznańskiego. Za namową rodziny i przyjaciół Halina Regulska zorganizowała pensjonat. Pod jego osłoną mogli przebywać w „Zarybiu” m.in. ludzie podziemia. Na fałszywych papierach przebywało tam wiele osób, m.in.: Czesław Miłosz, Halina i Bernard Zakrzewscy, Zofia i Stefan Korbońscy, Jerzy Iłłakowicz, Bolesław Sobociński, Julian Piasecki, Zbigniew Stypułkowski. Wielu ludziom Regulscy wydawali fałszywe dokumenty zatrudnienia, chroniąc ich przed wywózką na roboty do Niemiec. W stodole umieszczono stację odbiorczą i prowadzono nasłuch radiowy, a nocami przejmowano zrzuty broni i cichociemnych.
W powstaniu warszawskim była peżetką. Działała pod pseudonimem „Ofka”. Służyła w Oddziale VI BiP przy Komendzie Głównej Armii Krajowej, w Referacie PŻ (Podwydział „Pomocy Żołnierzowi”) w gospodzie żołnierskiej przy ul. Pańskiej 22, następnie w I Obwodzie „Radwan” (Śródmieście), w zgrupowaniu „Chrobry II” – I batalionie „Lecha Żelaznego” – 1 kompanii „Warszawianka”. Po upadku powstania wyszła ze stolicy z ludnością cywilną i po ucieczce z konwoju wróciła do „Zarybia”. 

### Okres powojenny
Kiedy po wojnie Regulski za kontakty z podziemiem został skazany na 14 lat więzienia i konfiskatę majątku (wcześniej aresztowano także ich syna Jerzego), Halina została w „Zarybiu” sama. Miała pod opieką pięć starszych osób z rodziny. Dom, będący ich wspólną własnością, nie został zabrany, natomiast wyznaczony komisarz wprowadził do domu kłopotliwych współlokatorów. Mąż został wypuszczony z więzienia po 7 latach. W 1959, po sprzedaży „Zarybia” Regulscy zamieszkali w Warszawie. 
Zmarła w 1994 i została pochowana w grobie rodzinnym na cmentarzu Powązkowskim w Warszawie (kwatera B-4-11,12).

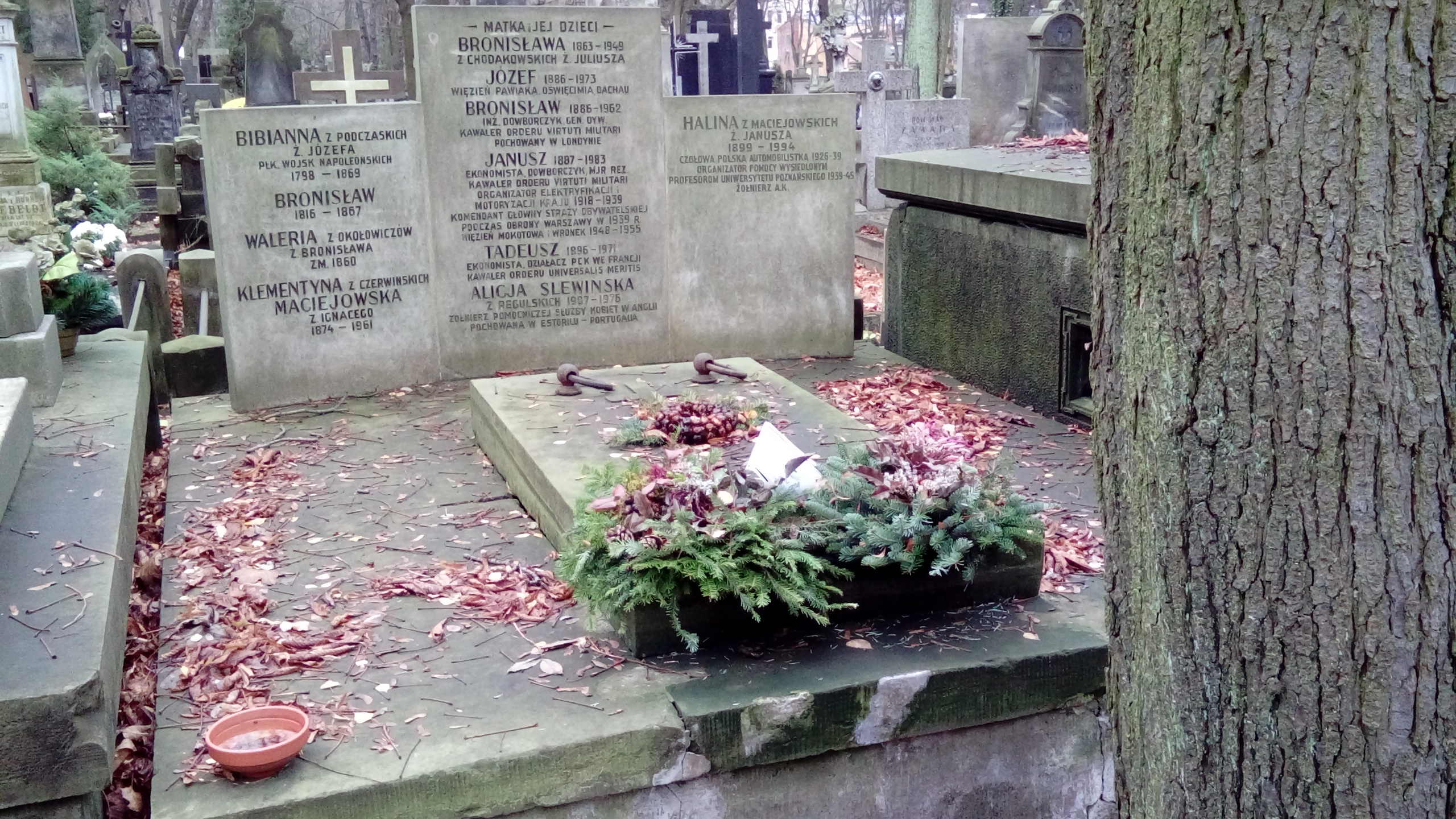
Grób Janusza i Haliny Regulskich na cmentarzu Powązkowskim

## Automobilizm

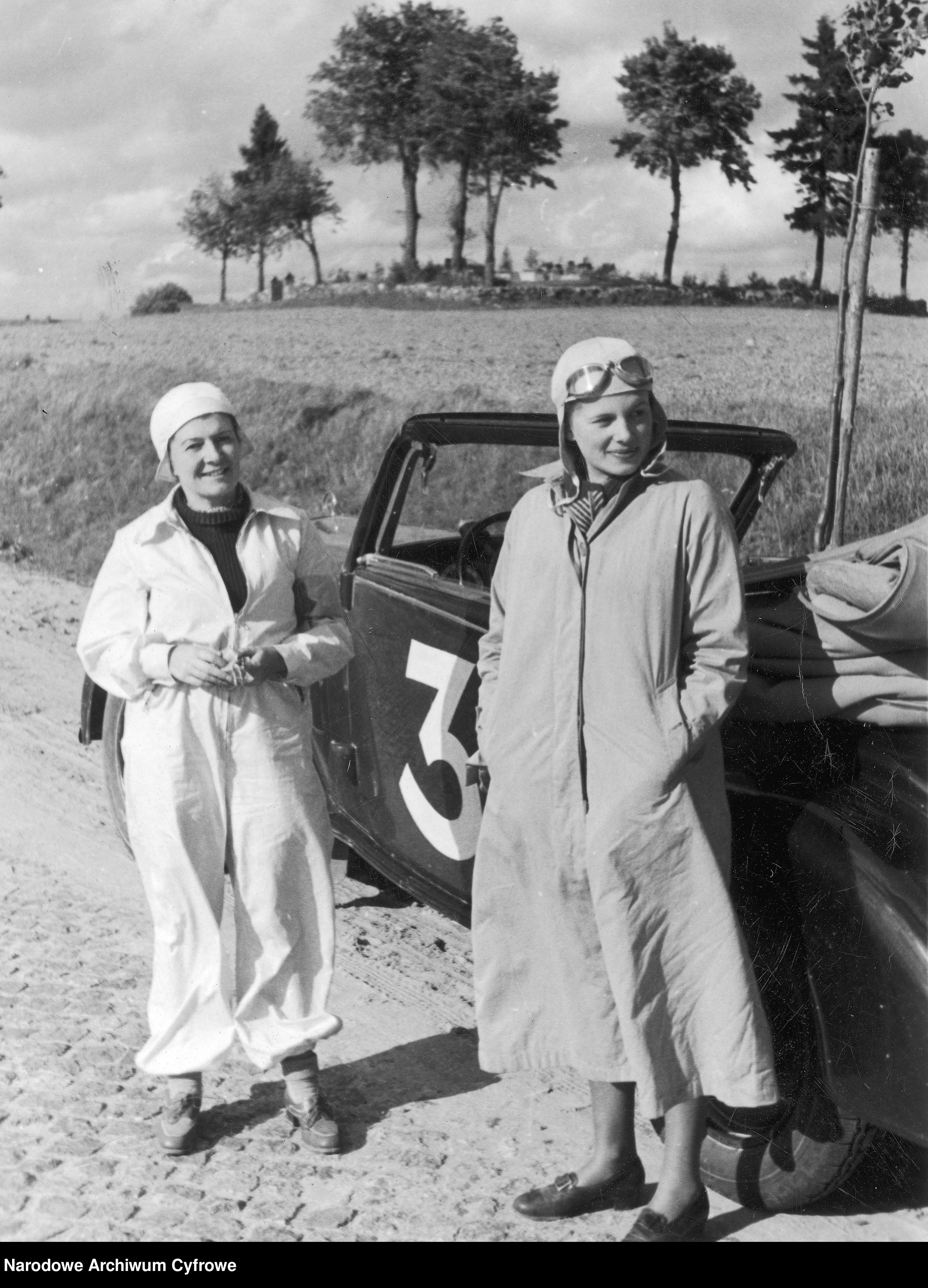
Halina Regulska (po lewej) w trakcie postoju na trasie rajdu

W roku 1927 Regulska za kierownicą Métallurgique uplasowała się w czołówce II Rajdu Pań. Dwudniowy rajd odbywał się na trasie Warszawa–Poznań (i z powrotem), której długość wynosiła 660 km. Już wówczas Regulska zwróciła na siebie uwagę sprawozdawcy sportowego miesięcznika „Auto”, który pisał o niej:

Pani Regulska, zdobywczyni piątej nagrody, wprowadziła w podziw wszystkich, bo trudno uwierzyć, że tak filigranowa osóbka doprowadziła do celu w doskonałej formie ogromną i ciężką limuzynę.

W następnym roku rajd liczył trzy etapy, a trasa wynosiła 1200 km. Regulska, za kierownicą lekkiego Fiata 509, była w nim zdecydowanie najlepsza. Zdobyła trzy pierwsze nagrody: w klasyfikacji ogólnej, za najlepszy czas na próbie płaskiej i za najlepszy czas na próbie górskiej.
Podczas wielkiego kryzysu rajdy samochodowe zostały zawieszone. Rozgrywano jedynie próby zręcznościowe zwane wówczas „gymkhanami”, w których Regulska zwykle zwyciężała, pokonując inne zawodniczki, a czasem również mężczyzn. Gdy koniunktura w Polsce zaczęła się poprawiać, rajdy wróciły. W roku 1936 Halina Regulska w nowej limuzynie Chrysler wygrała Rajd Pań. Podobnie w następnym rajdzie, w którym jechała udostępnionym przez importera Steyrem 150.

## Twórczość literacka
Halina Regulska wydała dwa tomy wspomnień z oblężenia Warszawy i lat okupacji: Dziennik z oblężonej Warszawy oraz Tamte lata, tamte czasy: wspomnienia z II wojny światowej. Jest również autorką książki Samochodem przez dwudziestolecie.

## Odniesienia w kulturze popularnej
Postać Haliny Regulskiej pojawiła się w powieści Ałbeny Grabowskiej Stulecie Winnych. W serialu pod tym samym tytułem rolę Regulskiej odtwarza Marta Ojrzyńska.